# Tiny Mills

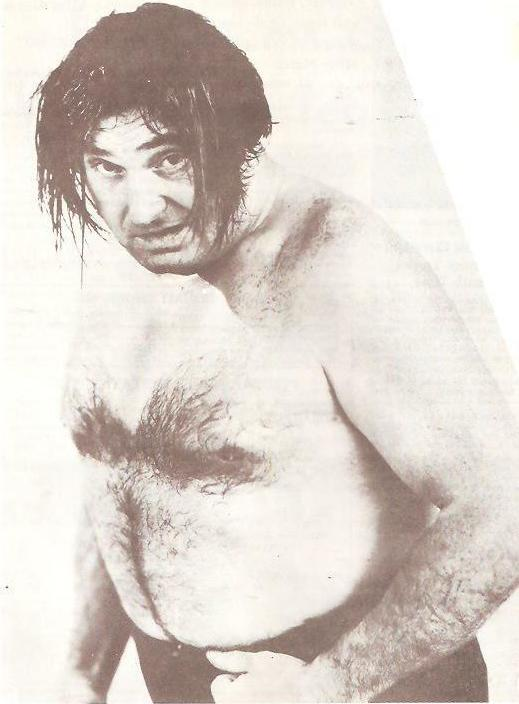
Tiny Mills em um programa de captura de 23 de março de 1967.

Henry Mittlestadt (1911 - 1987), mais conhecido por seu nome no ringue, Tiny Mills, foi um lutador profissional canadense . Muitas vezes ele se uniu com seu irmão Al Mills como o tag team Murder Incorporated. Mais tarde, Stan "Krusher" Kowalski substituiria Al Mills como parte da Murder Incorporated.

## Carreira
Mills começou sua carreira de wrestling no Maple Leaf Gardens em 1953. Juntando-se a seu irmão Al Mills, eles foram classificados como "Murder Incorporated". Al e Tiny venceram o NWA Canadian Open Tag Team Championship de Toronto no ano de estreia, derrotando o time dos sonhos canadense de Whipper Billy Watson e Yvon Robert. Eles lotaram arenas enormes em Maple Leaf Gardens naquele ano. Eles trocaram o campeonato com Watson e Hombre Montana, bem como Ernie e Emil Dusek em 1954 e venceram o campeonato mais uma vez em 1955, que também foi o ano em que Al fez sua última aparição no wrestling em Toronto.  Após o acordo com a Al Mills, Tiny decidiu encontrar um novo parceiro e reformar a Murder Inc. no final dos anos 1950. Ele decidiu se juntar ao nativo de Minneapolis Stan "Krusher" Kowalski.  A equipe venceu a versão de Minneapolis do NWA World Tag Team Championships duas vezes enquanto trabalhava para o NWA Minneapolis Wrestling and Boxing Club. Quando essa promoção se tornou a American Wrestling Association em 1960, Mills e Kowalski se tornaram os primeiros AWA World Tag Team Champions. Mills não só trabalhou em duplas, mas também como lutador individual. Em 1960, Mills teve uma luta pelo campeonato contra o campeão mundial da NWA Pat O'Connor em Maple Leaf Gardens. Junto com Kowalski, Tiny Mills mais uma vez ganhou o Canadian Open Tag Team Championship, derrotando Watson e Ilio DiPaolo no último show do Maple Leaf Gardens em 1960.  Eles perderam o campeonato no início de 1961, após o qual Mills nunca mais voltou a Toronto.  Após a aposentadoria, Tiny tornou-se xerife em Minnesota.

## Campeonatos e conquistas
- 50th State Big Time Wrestling
  - NWA Hawaii Tag Team Championship ( 1 vez ) - com Stan Kowalski[5]
- Promoções Alex Turk
  - Manitoba Tag Team Championship (1 vez) - com Al Mills[6]
- Central States Wrestling
  - NWA World Tag Team Championship  ( 2 vezes ) - com Al Mills (1), Pat O'Connor (1) [7]
- Maple Leaf Wrestling
  - NWA Canadian Open Tag Team Championship ( 6 vezes ) - com Al Mills (5) e Stan Kowalski (1) [2]
- Mid-Atlantic Championship Wrestling
  - NWA Southern Tag Team Championship ( 1 vez ) - com Jim Austeri[8]
- NWA Mid-America
  - NWA Southern Tag Team Championship ( 1 vez ) - com Jim Austeri[9][10]
- NWA San Francisco
  - NWA World Tag Team Championship ( 1 vez ) - com Hombre Montana[11]
- NWA Minneapolis Wrestling and Boxing Club / American Wrestling Association
  - AWA World Tag Team Championship ( 1 vez ) - com Stan Kowalski[4]
  - NWA World Tag Team Championship ( 2 vezes ) - com Stan Kowalski[3]
- Southwest Sports, Inc.
  - NWA Texas Tag Team Championship ( 1 vez ) - com Duke Keomuka[12][13]
- Stampede Wrestling
  - NWA Canadian Tag Team Championship (versão Calgary) ( 2 vezes ) - com Al Mills[14]
  - NWA International Tag Team Championship ( 1 vez ) - com Jack Daniels[15]
- Outros títulos
  - Campeonato de Pesos Pesados da Dakota do Norte (1 vez)